# École secondaire de la Cité-des-Jeunes
L'École secondaire de la Cité-des-Jeunes, auparavant l'École secondaire Vaudreuil, est un établissement public d'enseignement secondaire francophone à Vaudreuil-Dorion (Québec, Canada). Géré par le  Centre de services scolaire des Trois-Lacs, il dessert la population du nord du territoire de la presqu'île de la municipalité régionale de comté de Vaudreuil-Soulanges.

## Histoire
Le projet de l'école est initiée en 1961 mais inaugurée en mai 1964 au cours de la révolution tranquille du Québec par le député de Vaudreuil-Soulanges et ministre de l'Éducation Paul Gérin-Lajoie, avec objectif de créer un lieu où tout serait accessible pour les étudiants.  Ainsi, ce n'est pas seulement une école, mais également un campus complet qui fut érigé : une école secondaire, une école des métiers, un centre de formation pour adultes, une piscine ainsi qu'un aréna. L'école est donc le berceau de la réforme de l'éducation et parmi l’une des premières écoles polyvalentes créées au Québec : son campus est encore, de nos jours, le plus vaste de la province en superficie.  Auparavant connue comme l' École secondaire Vaudreuil puis l'École secondaire de la Cité des Jeunes, elle adopte son nom actuel en 2004. Une école anglophone (Vaudreuil High School) était autrefois située dans les bâtiments de l'actuelle école Paul-Gérin-Lajoie. C'est à présent un centre de formation professionnelle. Dans les toutes premières années, le bâtiment était divisé en deux sections, l'une étant réservée aux garçons et l'autre aux filles : d'où les noms des lieux de rassemblement des jeunes lors des périodes de récréation, salle G et salle F. Auparavant, il y avait un terrain de baseball qui a été détruit pour y construire une école primaire.

## Le Campus
Bâtiments et installations extérieures :
- École secondaire de la Cité-des-Jeunes
  - Pavillon Vaudreuil (1ère, 2e, 4e et 5e secondaire)
  - Pavillon Lionel-Groulx (3e secondaire et EHDAA[4])
- Centre culturel (bibliothèque, cafétérias, grand et petit théâtres, infirmerie, cours d'harmonie, etc.)
- Centre de formation professionnelle Paul-Gérin-Lajoie
- Centre sportif
- Piscine de la Cité-des-Jeunes
- Aréna de la Cité-des-Jeunes
- École de traitement des eaux
- Terrain de football
- Terrains de soccer (2)
- Terrain de basket-ball

Institutions :
- Centre administratif du Centre de services scolaire des Trois-Lacs
- École secondaire de la Cité-des-Jeunes
- Centre de services scolaire des Trois-Lacs
  - Centre de formation professionnelle Paul-Gérin-Lajoie
  - Bureau administratif des services aux entreprises
- Piscine municipale
- Aréna municipal

## Sports
Les équipes sportives de l'école portent le nom de Citadins de la Cité-des-jeunes.
Les sports les plus populaires sont le football, le volleyball, le badminton et le basketball
Depuis la rentrée scolaire 2023, l’école offre le programme Sport-études à la suite du retrait de celui-ci dans une autre école secondaire.

## Musique
La cité des jeunes comprend trois harmonies (débutante, intermédiaire et avancé), deux jazz band (relève et senior) ainsi que plusieurs petits ensembles. Depuis la rentrée scolaire 2023, les élèves peuvent évoluer dans le programme Arts-études à la suite de son retrait dans une autre école secondaire.